# VK Prostějov
Der VK Prostějov ist ein tschechischer Frauen-Volleyballverein aus Prostějov.
Der VK Prostějov wurde 1991 gegründet und dominiert seit 2009 die Tschechische Extraliga. Die Mannschaft wurde neunmal in Folge Tschechischer Meister und neunmal Pokalsieger. Seit 2008/09 spielt der VK Prostějov auch international in der Volleyball Champions League. 2011 wurden die Frauen zusätzlich Sieger der Mitteleuropäischen Volleyball-Liga. Die deutschen Nationalspielerinnen Corina Ssuschke-Voigt (2009 bis 2011), Saskia Hippe (2012/13), Stefanie Karg (2014/15), Kathleen Weiß (2014 bis 2016, ab 2017), Laura Emonts (seit 2016) und Mareike Hindriksen (2016/17) spielen bzw. spielten beim VK Prostějov.